# Brandie Hoskins
Brandie Hoskins (Dayton, 11 maggio 1985) è un'ex cestista statunitense.

## Carriera
È stata selezionata dalle Seattle Storm al terzo giro del Draft WNBA 2007 (33ª scelta assoluta).
Con gli Stati Uniti ha disputato le Universiadi di Smirne 2005.